# Filipe Manu
Pour les articles homonymes, voir Manu.
Pas d'image ? Cliquez ici

a Compétitions nationales et continentales officielles uniquement.

Dernière mise à jour le 8 juillet 2020.
Filipe Manu, né le 12 octobre 1985 à Wellington, est un joueur néo-zélandais de rugby à XV évoluant au poste de troisième ligne centre.

## Biographie

### Débuts
Après avoir évolué à XIII, Filipe Manu fait partie du groupe de la Western Force pendant deux saisons,.

### Championnat de France
Filipe Manu rejoint le club de Saint-Étienne en Pro D2 en novembre 2010 puis rejoint Bourgoin la saison suivante pour une saison plus une optionnelle. Il prolonge son contrat en février 2012 pour deux années supplémentaires. Il signe finalement à Tarbes en juin 2013 où il prolonge de deux saisons en avril 2015.
En mars 2016, il s'engage à Biarritz où il suit son entraîneur Frédéric Garcia. Le 7 octobre 2019, le BO annonce qu'il est contraint de mettre "sa carrière entre parenthèses" pour "raisons personnelles" et libère le joueur de son contrat. Il s'engage au Stade montois la semaine suivante.
À l'issue de la saison 2019/2020, il fait son retour au Stado Tarbes quatre ans après son départ du club.